# ما قبل الواعي
في التحليل النفسي، ما قبل الواعي هو المكان السابق للوعي. تكون الأفكار غير واعية عندما تكون فاقدًا للوعي في لحظة معينة، لكن لا يتم كبتها. لذلك، فإن الأفكار السابقة للوعي متاحة للتذكر و"قادرة على أن تصبح واعية" بسهولة - وهي عبارة ينسبها سيغموند فرويد إلى جوسيف بروير.
قارن فرويد ما قبل الواعي إلى كل من الواعي واللاواعي في نظامه الطبوغرافي للعقل.
يمكن أن يشير ما قبل الواعي أيضًا إلى المعلومات المتاحة للمعالجة المعرفية ولكن هذا يقع حاليًا خارج الإدراك الواعي. تعد التهيئة أحد أكثر أشكال المعالجة السابقة للوعي شيوعًا. من الأشكال الشائعة الأخرى للمعالجة ما قبل الواعي ظاهرة طرف اللسان والعمى البصري.